# هورست هشلر
هورست هشلر (آلمانی: Horst Hächler; ۱۲ مارس ۱۹۲۶ – ) بازیگر، تهیه‌کننده و کارگردان اهل کشور آلمان بود.